# Die Freiheitlichen
Die Freiheitlichen (in italiano I libertari) è  un partito politico indipendentista della provincia autonoma di Bolzano, nato con l'obiettivo di dare maggior indipendenza alla maggioranza germanofona dell'Alto Adige. 
Orientato a destra, si configura come "controparte" del quasi omonimo partito austriaco FPÖ, dal momento che al suo interno convivono posizioni liberali e nazionaliste. Storicamente, i Freiheitlichen propagandano la secessione della provincia di Bolzano dall'Italia, ma si distinguono da altri movimenti indipendentisti poiché ne propongono la costituzione in Stato autonomo in luogo dell'annessione all'Austria. Le linee programmatiche del partito includono altresì varie altre azioni a "difesa del territorio e del popolo sudtirolese", quali la "linea dura" verso l'immigrazione straniera, soprattutto se clandestina, il rifiuto delle politiche finalizzate all'equilibrio di genere (es. le quote rosa), l'autonomia fiscale totale per l'Alto Adige, l'abolizione dei ticket sulle prestazioni ospedaliere e l'istituzione di un assegno sociale per i bambini altoatesini.
Dal 2024, per la prima volta, Die Freiheitlichen fa parte della maggioranza consiliare e partecipa alla giunta provinciale altoatesina.

## Storia
Alla fine degli anni '80, in particolare all'interno della Junge Generation, il movimento giovanile della Südtiroler Volkspartei, e all'interno del partito di raccolta in generale, si andavano facendo strada istanze nazionaliste. Segno di questo cambiamento fu l'elezione di Christian Waldner, l'organizzatore della manifestazione a Brennero del settembre 1991 che chiedeva la riunificazione immediata dell'Alto Adige al Tirolo – e quindi all'Austria – alla guida della Junge Generation. Questa politica nazionalista venne avversata dai vertici del partito, in particolare nei primi anni '90, quando la SVP era impegnata nelle trattative per la chiusura della vertenza sull'Alto Adige.
La ricandidatura di Waldner alla guida del movimento giovanile nel 1992 fu avversata fortemente - e con successo. Questo e la decisione dell'assemblea provinciale SVP di dare il via libera alla chiusura del cosiddetto Pacchetto, spinsero Waldner e il suo gruppo ad uscire dal partito.
Nel dicembre del 1992 venne fondato il nuovo partito Die Freiheitlichen, come continuazione del Freiheitliche Partei Südtirols (attivo tra il 1988 e il 1992), di cui Waldner fu nominato presidente. Il modello fu quello populista di Jörg Haider. Alle elezioni provinciali del 1993 il partito raccolse oltre il 6% su base provinciale, divenendo il secondo partito tedesco (furono eletti Waldner e il futuro leader Pius Leitner).
I due, tuttavia, cominciarono a scontrarsi presto e già nel 1994 Waldner, accusato di irregolarità nella gestione finanziaria del partito, venne espulso. Lasciati i Freiheitliche per fondare Die Liberalen (ribattezzato Bündnis 98 nel 1996) Waldner si avvicinò alla Lega Nord tramite l'On. Rolando Fontan di Trento. Il patto concordato era di consegnare per le elezioni provinciali le redini della Lega Nord Alto Adige-Südtirol (apposta commissariata da Rolando Fontan) a Christian Waldner come Segretario e capolista e di far confluire per le successive elezioni alla Camera e Senato i voti ai candidati della Lega Nord Trentino, Rolando Fontan ed Erminio Boso, in affanno dopo il congresso della Lega Nord Trentino, conclusosi con la spaccatura insanabile fra le due correnti avversarie e conseguenti espulsioni dei vertici della corrente perdente avversa alla corrente facente riferimento a Rolando Fontan, Erminio Boso e Sergio Divina. Presentato in via Bellerio a Milano a Umberto Bossi nell'inverno 1996, Christian Waldner avrebbe ufficializzato il suo ingresso nella Lega Nord sul palco del congresso Nazionale della Lega Nord del 16 febbraio 1997.
Il 15 febbraio 1997 Waldner fu ucciso, in circostanze non ancora del tutto chiarite, da Peter Paul Rainer, dirigente dei Freiheitlichen, che prima aveva confessato il delitto, dando indicazioni precise per ritrovare l'arma usata, salvo poi ritrattare.
Il fatto penalizzò dal punto di vista dell'immagine il partito, che alle elezioni provinciali del 1998 crollò al 2,5% (eleggendo comunque Leitner in consiglio provinciale). Da quel momento, tuttavia, grazie ad una politica molto aggressiva, il partito cominciò a riprendersi.

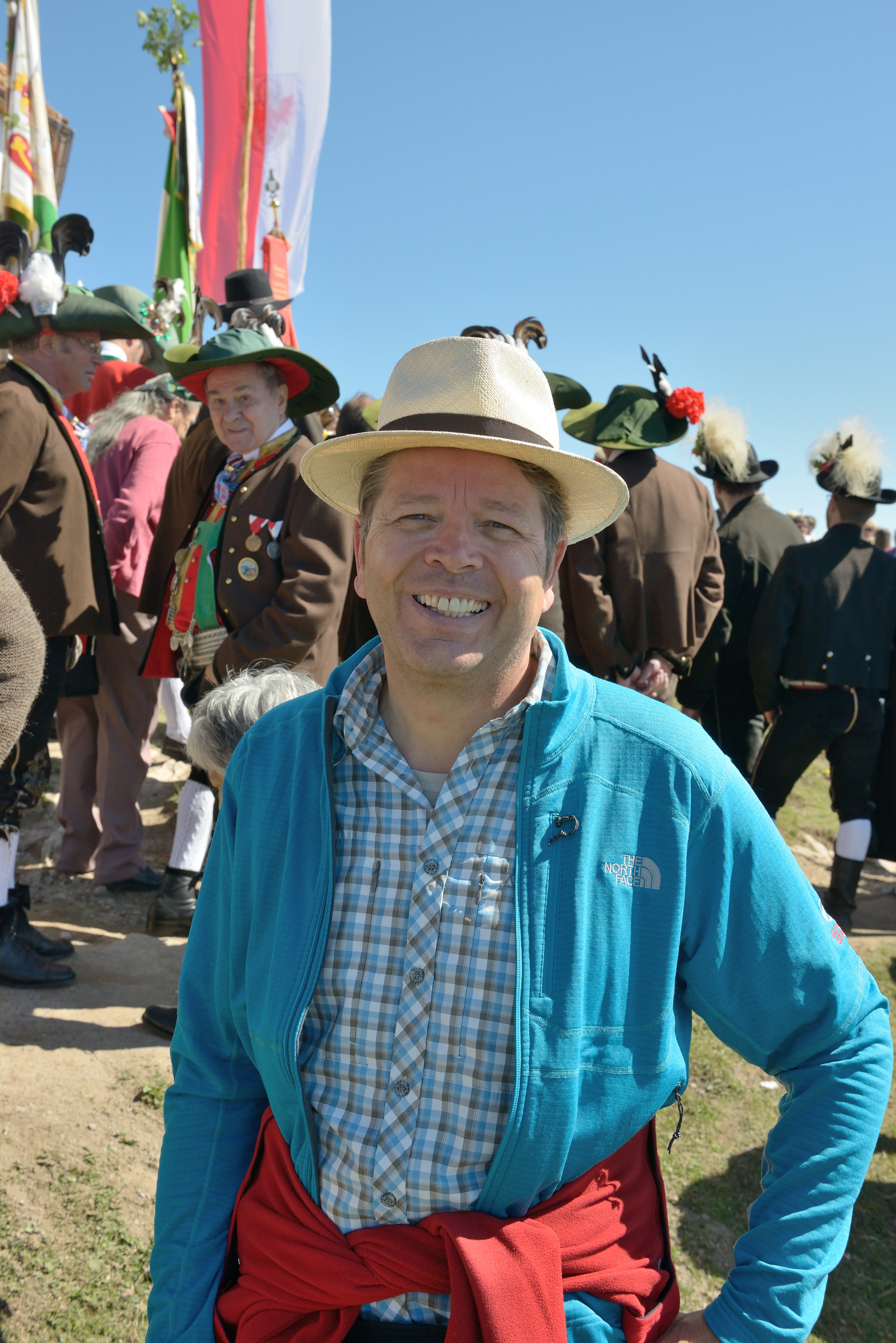
Pius Leitner insieme a degli Schützen all'inaugurazione della restaurata Cappella della Santa Croce a Rasciesa (BZ).

Alle provinciali 2003 il movimento raccolse il 5% dei consensi ed elesse due consiglieri, Leitner e Ulli Mair; alle politiche 2006 il consenso arrivò al 5,35%, ma il partito non elesse alcun parlamentare.
Alle elezioni politiche del 2008, nella provincia autonoma di Bolzano, i Freiheitlichen ottennero 28.224 voti alla Camera dei deputati, pari al 9,43% su base provinciale e allo 0,04% su base nazionale. Al Senato, invece, i Freiheiltlichen si presentarono in tre dei sei collegi uninominali in cui è divisa la regione, non eleggendo alcun senatore. Nel collegio Bolzano-Bassa Atesina raccolsero il 3,66%, in quello di Merano-Val Venosta l'11,02%, in quello di Bressanone-Val Pusteria il 13,18%.
Nelle elezioni provinciali del 2013 il partito ottenne il 17,9% dei voti, in netta crescita rispetto al 2008, con sei consiglieri eletti. Poco dopo, tuttavia, il movimento venne interessato da uno scandalo inerente all'abuso dei rimborsi spese della provincia di Bolzano da parte di alcuni esponenti, fatto che spinse l'Obfrau (presidente) Ulli Mair a dimettersi all'inizio del maggio seguente, con successivo rimpasto di tutto il vertice partitico.
Per le elezioni europee 2014 i Freiheitlichen si accordano con la Lega Nord, esprimendo il loro candidato Pius Leitner al decimo posto nelle liste del Carroccio per il Nord-Est italiano e inserendo il loro simbolo all'interno di quello del partito guidato da Matteo Salvini. I risultati sono però modesti: Leitner raccoglie solo 6.054 preferenze e la coalizione conquista il 7,6% dei consensi in Alto Adige.
Un netto arretramento caratterizza poi le elezioni provinciali del 2018, ove i Freiheitlichen (nel quadro del generale crollo dell'area ideologica secessionista) perdono circa trentamila voti rispetto al 2013, eleggendo due soli consiglieri. L'arretramento prosegue anche nel 2023, ma a seguito di questa tornata elettorale il partito per la prima volta entra in maggioranza con SVP, Fratelli d'Italia, Lega e La Civica (quest'ultima in appoggio esterno): la consigliera Ulli Mair ottiene l'assessorato alla sicurezza e all'integrazione, diventando la prima politica altoatesina proveniente dal "mondo" separatista a sedere nel governo provinciale..

## Risultati elettorali
| Elezione                   | Elezione                   | Voti                                                | %                                                   | Seggi   |
| -------------------------- | -------------------------- | --------------------------------------------------- | --------------------------------------------------- | ------- |
| Provinciali 1993 (Bolzano) | Provinciali 1993 (Bolzano) | 18.669                                              | 6,06                                                | 2 / 35  |
| Provinciali 1998 (Bolzano) | Provinciali 1998 (Bolzano) | 7.543                                               | 2,48                                                | 1 / 35  |
| Politiche 2001             | Camera                     | N.D.                                                | N.D.                                                | N.D.    |
| Politiche 2001             | Senato                     | 5.354                                               | 0,02                                                | 0 / 315 |
| Provinciali 2003 (Bolzano) | Provinciali 2003 (Bolzano) | 15.121                                              | 5,0                                                 | 2 / 35  |
| Politiche 2006             | Camera                     | 17.183                                              | 0,05                                                | 0 / 630 |
| Politiche 2006             | Senato (TAA)               | 16.765                                              | 2,92                                                | 0 / 7   |
| Provinciali 2008 (Bolzano) | Provinciali 2008 (Bolzano) | 43.614                                              | 14,3                                                | 5 / 35  |
| Politiche 2008             | Camera                     | 28.340                                              | 0,08                                                | 0 / 630 |
| Politiche 2008             | Senato (TAA)               | 24.772                                              | 4,47                                                | 0 / 7   |
| Provinciali 2013 (Bolzano) | Provinciali 2013 (Bolzano) | 51.510                                              | 17,9                                                | 6 / 35  |
| Politiche 2013             | Camera                     | 48.317                                              | 0,14                                                | 0 / 630 |
| Politiche 2013             | Senato (TAA)               | 42.084                                              | 7,72                                                | 0 / 7   |
| Europee 2014               | Europee 2014               | nella lista Lega Nord-Die Freiheitlichen-Basta Euro | nella lista Lega Nord-Die Freiheitlichen-Basta Euro | 0 / 73  |
| Provinciali 2018 (Bolzano) | Provinciali 2018 (Bolzano) | 17.620                                              | 6,2                                                 | 2 / 35  |
| Politiche 2022             | Camera                     | N.D.                                                | N.D.                                                | N.D.    |
| Politiche 2022             | Senato (TAA)               | 14.479                                              | 2,88                                                | 0 / 6   |
| Provinciali 2023 (Bolzano) | Provinciali 2023 (Bolzano) | 13.836                                              | 4,92                                                | 2 / 35  |